# Paora Winitana
Paul Ramiha « Paora » Winitana, né le 6 décembre 1976 à Hastings, en Nouvelle-Zélande, est un joueur néo-zélandais de basket-ball, évoluant au poste de meneur. 